# Offranville
Offranville je francouzská obec v departementu Seine-Maritime v regionu Normandie. V roce 2009 zde žilo 3 319 obyvatel. Je centrem kantonu Offranville.